# Antonio Cárdenas Guillén
Antonio Ezequiel Cárdenas Guillén kaldt Tony Tormenta (5. marts 1962 – 5. november 2010) var en mexicansk menneskehandler og narkohandler. Han var en af lederne af Golf-kartellet. Han var bror til Osiel Cárdenas Guillén og hans partnere var Jorge Eduardo Costilla Sánchez.